# Азизбейли, Рамиз Гаджиага оглу
Рамиз Гаджиага оглу Азизбейли (азерб. Ramiz Hacı Ağa oğlu Əzizbəyli, 20 июля 1948, Баку — 9 июня 2021, Баку) — азербайджанский актёр, режиссёр, сценарист. Народный артист Азербайджана (2008).

## Биография
Родился 20 июля 1948 года в Баку.
В 2008 году актёру было присвоено звание народного артиста Азербайджанской Республики.
18 декабря 2014 года, согласно распоряжению Президента Азербайджана Ильхама Алиева, Азизбейли Рамизу была предоставлена персональная пенсия Президента Азербайджана за заслуги в развитии культуры Азербайджана.
1 августа 2018 года распоряжением Президента Азербайджанской Республики о присвоении почётных званий деятелям кино Азербайджана, актёр и режиссёр был награждён орденом «Слава».
Скончался 9 июня 2021 года в Баку от Коронавируса.

## Фильмография
Режиссёр-постановщик
- Ложь (2005)
- Обручальное кольцо (1991)

Сценарист
- Обручальное кольцо (1991)

Актёр
- Постороннее влияние (2010)
- Жизнь Джавида (2007)
- Ложь (2005)
- Комната в отеле (1998)
- Обручальное кольцо (1991)
- Газельхан (1991)
- Свидетельница (1990)
- Частный визит в немецкую клинику (1988)
- Чертик под лобовым стеклом (1987)
- Окно печали (1986)
- Сигнал с моря (1986)
- Дачный сезон (1985)
- Украли жениха (1985)
- Джинн в микрорайоне (1985)
- Пора седлать коней (1985)
- Легенда Серебряного озера (1984)
- Старый причал (1984)
- Дисциплина (1983)
- Асиф, Васиф, Агасиф (1983)
- Свекровь (1978)
- Лев ушел из дома (ТВ) (1977)
- Гариб в стране джиннов (1977)
- Дервиш взрывает Париж (1976)
- Я буду танцевать (1962)